# Caryocar microcarpum
Caryocar microcarpum är en tvåhjärtbladig växtart som beskrevs av Adolpho Ducke. Caryocar microcarpum ingår i släktet Caryocar och familjen Caryocaraceae. Inga underarter finns listade i Catalogue of Life.

## Bildgalleri

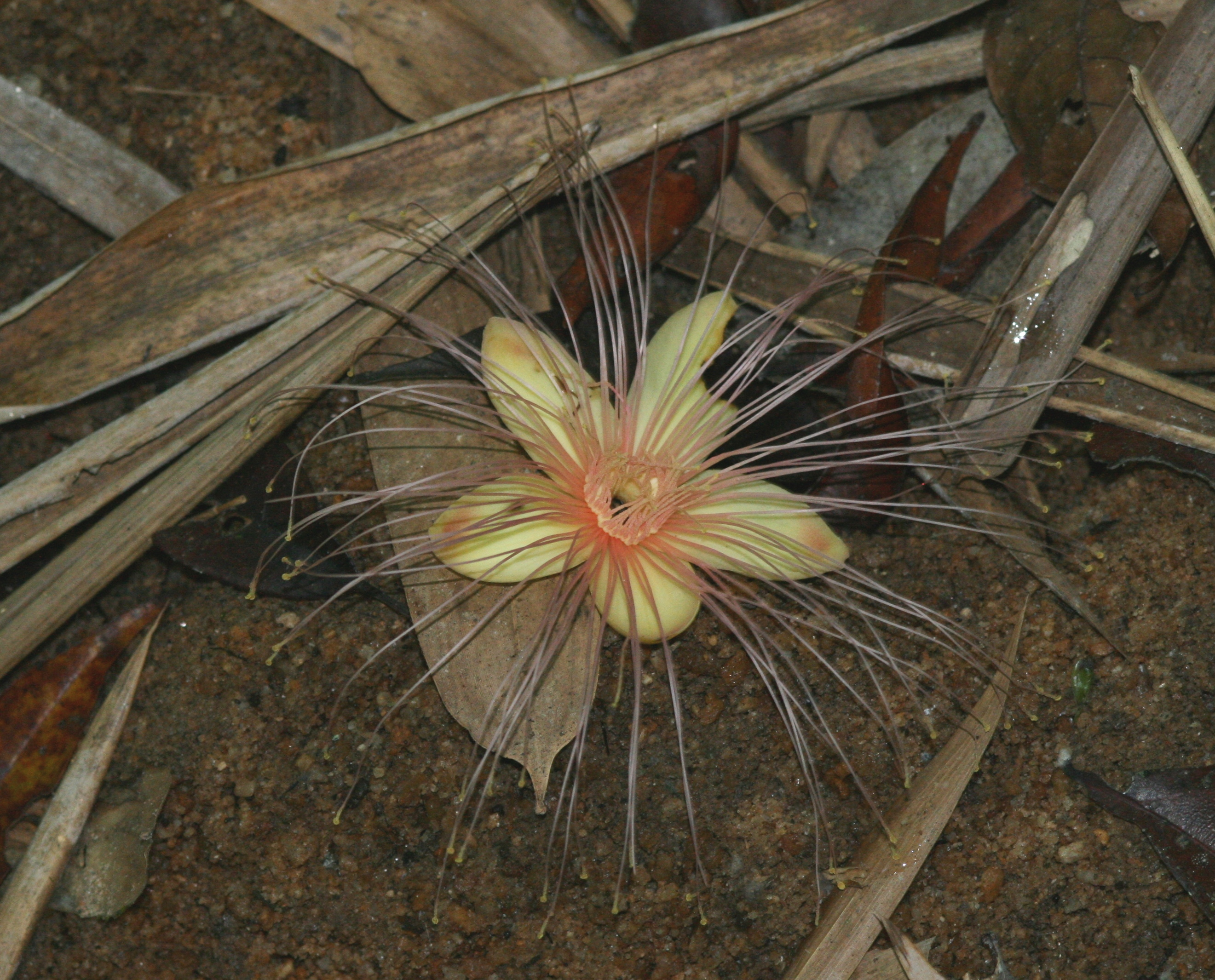